# Elecciones generales de Sudán de 2015
Las elecciones generales se celebraron en Sudán del 13 al 16 de abril de 2015 para elegir al Presidente y a la Asamblea Nacional. Originalmente estaban programados para el 2 de abril, pero se retrasaron once días. Estas fueron las primeras elecciones que se celebraron después de la secesión de Sudán del Sur.
El presidente en ejercicio, Omar al-Bashir, ganó las elecciones presidenciales por una victoria por avalancha, en medio de un boicot de la mayoría de la oposición. El gobernante Partido del Congreso Nacional también ganó una mayoría absoluta de 323 escaños en la Asamblea Nacional.